# Dżibal Wakf as-Sawwan
Dżibal Wakf as-Sawwan (ar. جبل وقف الصوان) – kolista formacja skalna położona na pustynnej równinie Ard as-Sawwan w Jordanii, rozpoznana w 2005 roku jako krater uderzeniowy.
Wiek krateru został oceniony na 56 do 37 milionów lat, czyli powstał on w eocenie. Został utworzony przez uderzenie niewielkiej planetoidy w skały osadowe.